# Calliphora maestrica
Calliphora maestrica este o specie de muște din genul Calliphora, familia Calliphoridae, descrisă de Peris, Gonzalez-mora și Fernandez în anul 1998. Conform Catalogue of Life specia Calliphora maestrica nu are subspecii cunoscute.